# LOINC
 (janvier 2018).
Si vous disposez d'ouvrages ou d'articles de référence ou si vous connaissez des sites web de qualité traitant du thème abordé ici, merci de compléter l'article en donnant les références utiles à sa vérifiabilité et en les liant à la section « Notes et références ».
Logical Observation Identifiers Names & Codes, plus connue sous son sigle LOINC, est une terminologie de référence internationale pour le codage des observations et des documents électroniques, publiée par le Regenstrief Institute, une organisation de recherche médicale américaine à but non lucratif.
Elle a été approuvée par l'American Clinical Laboratory Association et le College of American Pathologists.

## Contexte historique
Elle a été créée en 1994 en réponse à une demande d'accès public et gratuit à une base électronique codant des soins cliniques et des résultats de laboratoire.
Ce jeu de valeurs est en maintenance régulière depuis juin 2011. L’ASIP-Santé a confié la maîtrise d’œuvre de cette maintenance à un consortium regroupant l’Assistance Publique Hôpitaux de Paris (AP-HP), les sociétés Vidal et Mondéca, et la Société Française d’Informatique de Laboratoire (SFIL). La périodicité des versions est semestrielle.
Le jeu de valeurs est aligné avec la Nomenclature des Actes de Biologie Médicale (NABM) depuis 2014. Ce jeu de valeurs est réputé complet, c'est-à-dire qu’il couvre la totalité des examens de biologie médicale réalisables en France, pour toutes les spécialités, y compris la biologie moléculaire.

## Objectifs
LOINC a été créé à l'origine en 1994 afin d'avoir une base de référence publique et gratuite. Il  est maintenu régulièrement depuis juin 2011.
En France:
- L’ASIP Santé a confié la maîtrise d’œuvre de cette maintenance à un consortium regroupant l’Assistance Publique Hôpitaux de Paris (AP-HP), les sociétés Vidal et Mondéca, et la Société Française d’Informatique de Laboratoire (SFIL). La périodicité des versions est semestrielle.
- Le jeu de valeurs est aligné avec la Nomenclature des Actes de Biologie Médicale (NABM) depuis 2014.
- La nomenclature LOINC est également utilisée pour la codification des données relatives au DMP (Dossier Médical Partagé, qui a succédé au Dossier médical personnel), qui commence à être déployé en France dans certains régimes de sécurité sociale de quelques départements et qui sera généralisé à tous les régimes réglementés et tout le territoire (ce dossier peut être créé et consulté en ligne par les patients ou par les personnels de santé habilités au moyen du numéro de sécurité sociale et d'un code personnel ou avec la carte de sécurité sociale sur le terminal du praticien de santé habilité ; il comprend également les données de remboursement, ainsi que l'expression de la volonté du patient: don d'organe, oppositions à certains actes médicaux les concernant, et d'autres informations utiles que le patient souhaite transmettre, comme les personnes à charge, tuteurs, ou celles à prévenir ou habilitées à prendre certaines responsabilités).

## Format
Un identifiant unique est donné à chaque élément de la base LOINC. La base contient actuellement plus de 91 000 termes.
Chaque code est composé de six parties :
1. Composant : ce qui est mesuré, évalué ou observé (exemple: urée, ...)
2. Type de propriété ou caractéristique mesurée (longueur, masse, volume, moment)
3. Aspect temporel : l'intervalle de temps pendant lequel la mesure ou l'observation a été effectuée
4. Système : contexte ou échantillon dans lequel l'observation ou la mesure a eu lieu (exemple: sang, urine, ...)
5. Type d'échelle : l'échelle de mesure. L'échelle peut être quantitative, ordinale, nominale, ou narrative
6. Type de méthode : la procédure suivie pour effectuer la mesure ou l'observation